# Chrysocheir
Chrysocheir (en grec byzantin Χρυσοχέρις / Khusokhéris, littéralement « Main d'or ») est le dernier chef des pauliciens, entre 863 et 878. Comme son oncle, le paulicien Karbéas, il commence probablement sa carrière comme officier dans l'armée byzantine, et l'accompagne dans sa tentative de sécession de la secte paulicienne avec l'Empire byzantin. Allié aux Arabes de Mélitène, il harcèle plusieurs années l'empire et mène des raids qui atteignent les villes de la côte d'Asie Mineure, notamment Nicée, Nicomédie et Éphèse en 869-870. Après avoir vaincu Basile Ier, il s'enhardit et lance un nouveau raid qui atteint la Galatie. Toutefois, au retour de ce raid, son armée est vaincue lors de la bataille de Bathys Ryax (en 872 ou 878) et s'il parvient à s'échapper, il est rattrapé, blessé par un ancien prisonnier paulicien passé du côté byzantin nommé Poullades et finalement tué par les Byzantins. Sa mort et la défaite de Bathys Ryax entraînent la fin de la principauté paulicienne.
Son histoire passe dans la mémoire populaire dans le cadre de l'épopée de Digénis Akritas, où il figure sous les traits du grand-père musulman de Digénis.